# Бела Тарр
Бе́ла Тарр (угор. Tarr Béla; нар. 21 липня 1955, Печ) — майстер угорського авторського кіно, що після прем'єри фільму «Туринський кінь» (2011) оголосив про відхід з кінематографа.

## Біографія
У віці 16-ти років Тарр створив свій перший фільм: двадцятихвилинну документальну стрічку про циганську трудову бригаду, яка пише лист про безробіття Яношу Кадару. Дебют режисера привернув увагу важливої угорської кіноінституції тих років — Студії Бели Балаша. Реакція чиновників на цей документальний фільм була різко негативною, внаслідок чого Тарру не вдалося вступити до університету, де він збирався вивчати філософію.
Потім Тарр навчався в Будапештській академії театру і кіно. У 1989-1990 роках стипендіат в Берліні, з 1990 року — викладач Берлінської кіноакадемії.
Перші фільми Тарра близькі до пошуків «документального реалізму» в кінематографі Східної Європи, включаючи відмову від професійних акторів. Починаючи з телеекранізації «Макбета» (повнометражного фільму, знятого двома епізодами), Тарр йде до більш узагальненої, медитативної поетики, залишаючись, проте, в тісному зв'язку з повсякденністю, біографією та історією. Всі фільми після 1985 року зняті за сценаріями однолітка Тарра, письменника Ласло Краснахоркаі.
Серед важливих для нього в юності фільмів Тарр називає стрічки Брессона, Одзу, Кассаветіса. Критика часто порівнює його з Тарковським, Антоніоні та Ангелопулосом.
У 1990-ті роки Бела Тарр був відносно маловідомим, проте в 2000-і роки його творчість пропагували такі гуру артхаусної критики, як Джонатан Розенбаум. У 2007 році, коли режисер з новим фільмом вперше був запрошений на Каннський кінофестиваль, супроводжуюча увага преси сприяла переоцінці всього творчого доробку режисера.
Ретроспективи Тарра не раз проходили в Німеччині, Франції, США, Канаді. Критики зараховують його до провідних європейських майстрів середнього покоління. Під час опитування 846 кінокритиків, що проводилося у 2012 році журналом Sight & Sound, за 7-годинний «Сатантанго» Тарра було подано стільки ж голосів, скільки і за такі загальновизнані шедеври, як «Метрополіс», «Психо» і «Солодке життя».
У 2011 році на Берлінському кінофестивалі останній фільм Тарра, «Туринський кінь», був удостоєний другого за значимістю призу — «Срібного ведмедя».

## Фільмографія
- 1979 — Родинне гніздо / Családi tüzfészek — премія угорської кінокритики, премія кінофестивалю в Мангаймі
- 1981 — Аутсайдер / Szabadgyalog
- 1982 — Панельні люди / Panelkapcsolat
- 1982 — Макбет / Macbeth
- 1985 — Осінній альманах / Öszi almanach
- 1988 — Прокляття / Kárhozat, сценарій Ласло Краснахоркаі
- 1990 — City Life, епізод «Останній пароплав» (документальний фільм)
- 1994 — Сатанинське танго / Sátántangó, за однойменним романом Л. Краснахоркаі; премія Берлінського кінофестивалю
- 1995 — Подорож по рівнині / Utazás az Alföldön — короткометражний
- 2000 — Гармонії Веркмейстера / Werckmeister harmóniák, за романом Л. Краснахоркаі «Меланхолія опору»), премія читачів Берлінер Цайтунг на Берлінському кінофестивалі
- 2004 — Образи Європи / Visions of Europe, епізод «Пролог», документальний
- 2007 — Людина з Лондона / угор. A londoni férfi / фр. L'homme de Londres — учасник конкурсної програми 60-го Каннського кінофестивалю
- 2010 — Туринський кінь / A Torinói ló (Великий приз журі «Срібний ведмідь» 61-го Берлінського МКФ)

### Улюблені фільми Тарра
- «Навмання, Бальтазар»
- «Берлін-Александерплац»
- «Несамовитість»
- «М»
- «Пристрасті Жанни д'Арк»
- «Без надії»
- «Токійська повість»
- «Жити своїм життям»

Опитування Sight & Sound (2012)

## Нагороди
- 2003: Премія імені Кошута
- 2011: «Параджановський талер» — премія імені Параджанова «за досягнення в кінематографі» (Єреванський кінофестиваль «Золотий абрикос»)